# Relações México-Rússia
As nações México e Rússia inicialmente estabeleceram relações diplomáticas em 1890. Em 1924, o México reconheceu e estabeleceu relações diplomáticas com a União Soviética. Em 1930, o México rompeu relações diplomáticas com a URSS e concedeu asilo a Leon Trotsky (que mais tarde foi morto na Cidade do México em 1940). Em 1943, o México e a URSS restabeleceram relações diplomáticas. Após a dissolução da união, o México voltou a estabelecer relações diplomáticas com a atual Federação Russa em 1992.
Ambas as nações são membros da Cooperação Econômica Ásia-Pacífico, das principais economias do G-20 e das Nações Unidas.

## Visitas de alto nível

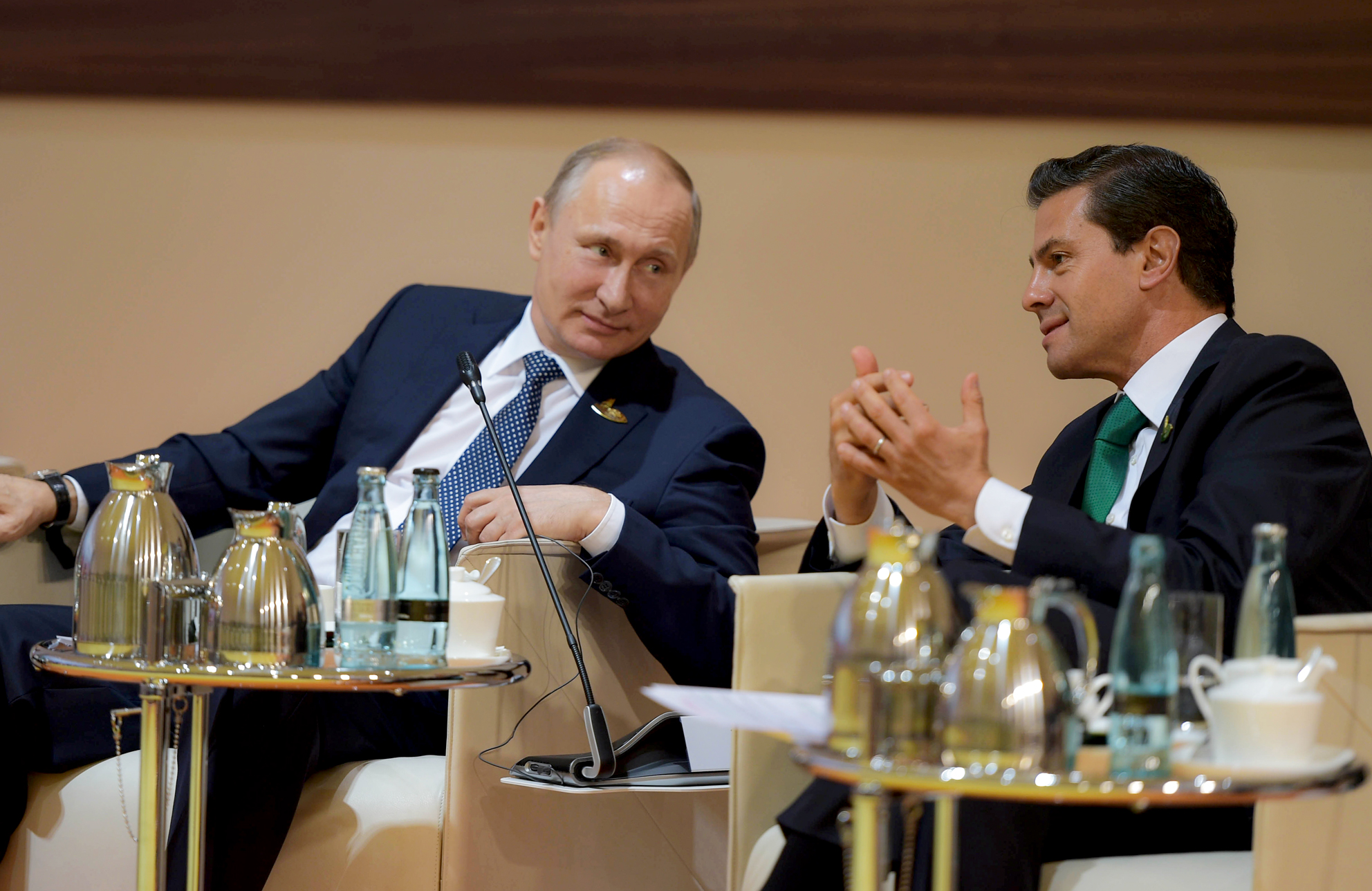
O presidente mexicano, Enrique Peña Nieto, e o presidente russo, Vladimir Putin, reunidos na Cúpula do G-20 em Hamburgo, Alemanha; Julho de 2017.

Visitas de alto nível do México à URSS / Rússia
- Secretário de Relações Exteriores Antonio Carrillo Flores (1968)
- Presidente Luis Echeverría (1973)
- Presidente José López Portillo (1978)
- Presidente Carlos Salinas de Gortari (1991)
- Secretário de Relações Exteriores José Ángel Gurría (1997)
- Secretária de Relações Exteriores Rosario Green (2000)
- Presidente Vicente Fox (2005)
- Secretária de Relações Exteriores Patricia Espinosa (2008, 2011)
- Presidente Felipe Calderón (2012)
- Presidente Enrique Peña Nieto (2013)
- Secretário de Relações Exteriores Luis Videgaray Caso (2017)
- Secretário de Relações Exteriores Marcelo Ebrard (2021)

Visitas de alto nível da Rússia ao México
- Primeiro vice-primeiro-ministro Anastas Mikoyan (1959)
- Ministro das Relações Exteriores Yevgeny Primakov (1996)
- Presidente Vladimir Putin (2004, 2012)
- Ministro das Relações Exteriores Sergey Lavrov (2005, 2010, 2020)

## Acordos bilaterais
Ambas as nações assinaram vários acordos bilaterais, como um Acordo de Proibição de Armazenamento de Armas Nucleares no México (e na América Latina) (1967); Acordo Comercial e Protocolo sobre Fornecimento de Máquinas e Equipamentos (1973); Acordo de Transporte Aéreo (1976); Acordo de Cooperação Económica e Tecnológica (1976); Acordo Consular (1978); Acordo sobre Transporte Marítimo (1978); Acordo de Cooperação Científica e Técnica (1996); Acordo de Cooperação em Matéria de Luta contra o Tráfico de Estupefacientes e a Toxicodependência (1996); Acordo de Cooperação nas áreas da Cultura, Educação e Desporto (1996); Cooperação Turística (1997); Acordo de Cooperação e Assistência Aduaneira Mútua (2003); Acordo para Evitar a Dupla Tributação em Matéria de Imposto sobre o Rendimento (2004); Tratado sobre a Transferência de Prisioneiros para Execução de Sentenças Penais Privativas de Liberdade (2004); Tratado sobre Assistência Jurídica Recíproca em Matéria Penal (2005); Acordo de Cooperação nos usos pacíficos da Energia Nuclear (2013) e um Memorando de Entendimento entre as Instituições Diplomáticas Estrangeiras de ambas as nações (2017).